# 豊田市立寿恵野小学校
豊田市立寿恵野小学校（とよたしりつ すえのしょうがっこう）は、愛知県豊田市鴛鴨町にある公立小学校。

## 概要
- 校区は鴛鴨町、渡刈町、豊栄町5-13丁目、幸町、永覚町であり、公立中学校に進学する場合は豊田市立末野原中学校へ進学する[1]。
- 旧・碧海郡上郷町の小学校であった。

## 沿革
- 1873年（明治6年）10月10日 - 鴛鴨村に第2大学区第7中学区第14番小学鴛鴨学校として開校。遍照寺[注釈 1]を仮校舎とする。
- 1886年（明治19年） - 尋常小学校鴛鴨学校に改称する。
- 1889年（明治22年）10月1日 - 渡刈村、鴛鴨村、隣松寺村、永覚新郷が合併し、寿恵野村が発足。
- 1891年（明治24年） - 寿恵野尋常小学校に改称する。
- 1906年（明治39年）
  - 5月1日 - 寿恵野村、畝部村、枡塚村、上野村、和会村が合併し、上郷村が発足する。
  - 9月 - 碧海郡上郷第二尋常小学校に改称する。
- 1907年（明治40年） - 高等科を設置し、上郷第二尋常高等小学校に改称する。
- 1941年（昭和16年）4月1日 - 上郷村立東部国民学校に改称する。
- 1947年（昭和22年）4月1日 - 上郷村立寿恵野小学校に改称する。
- 1961年（昭和36年）4月1日 - 上郷村が町制施行し、上郷町となる。同時に上郷町立寿恵野小学校に改称する。
- 1964年（昭和39年）3月1日 - 上郷町が豊田市に編入される。同時に豊田市立寿恵野小学校に改称する。

## 交通アクセス
- 愛知環状鉄道線永覚駅下車、徒歩約15分。

## 周辺施設
- 愛知県立豊野高等学校
- 豊田市立末野原中学校
- 豊田市立寿恵野こども園
- JAあいち豊田すえの支店
- 豊田市消防本部南消防署末野原分署
- 東名高速道路・伊勢湾岸自動車道豊田JCT
- 伊勢湾岸自動車道豊田東IC
- 愛知環状鉄道線永覚駅